# Jonas de Morais Correia Neto
Jonas de Morais Correia Neto (Rio de Janeiro, 22 de novembro de 1925 – Rio de Janeiro, 6 de novembro de 2015) foi um militar brasileiro.
Filho de Jonas de Moraes Correia Filho e de Valdemerina Ramos Correia. Seu pai foi militar (participou do levante tenentista de 1922) e político (foi constituinte de 1946 e deputado federal pelo Distrito Federal, entre 1946 e 1951).
Entre 6 de maio de 1988 e 21 de dezembro de 1989, foi Comandante Militar do Sudeste, em São Paulo.
Foi chefe do Estado-Maior das Forças Armadas no governo José Sarney, de 5 de janeiro a 15 de março de 1990, e no governo Fernando Collor de Mello, de 15 de março de 1990 a 19 de abril de 1991.